# Edgardo Franco
Edgardo Franco (* 27. září 1969 v Panama City, Panama), také známý pod uměleckým jménem El General, je bývalý panamský hudebník a DJ. Je považován[kým?] za jednoho z průkopníků hudebního žánru reggaeton.
Francovo umělecké jméno El General je založeno na skutečnosti, že mu na začátku jeho kariéry přítel po absolvování vojenské služby daroval námořní uniformu. Tuto uniformu nosil Franco na koncertech.
Svou pěveckou kariéru ukončil Franco v roce 2004. V prosinci roku 2016 řekl v online pořadu svědků Jehovových JW Broadcasting, že jeho touha vrátit se k svědkům Jehovovým byla rozhodujícím faktorem pro ukončení jeho hudební kariéry. Nyní pracuje jako producent a podnikatel (vede Vydavatelství ARPA Music) a podílí se na sociálním projektu Niňos Pobres Sin Fronteras (chudé děti bez hranic) ve svém rodném městě, kde také pracuje jako moderátor v rozhlasovém vysílání pro děti.

## Alba
- 1991: Buena Estas
- 1991: Muevelo con El General
- 1992: El Poder de El General
- 1995: Es Mundial
- 1995: Clubb 555
- 1997: Rapa Pan Pan
- 1997: Přesunout Nahoru
- 2001: Je Zpátky
- 2001: Zpět na Původní
- 2002: Juntos
- 2002: El General de Fiesta
- 2003: Rap-Eao
- 2004: La Ficha Clave